# Canton de Lucenay-l'Évêque
Pour les articles homonymes, voir Lucenay.
Le canton de Lucenay-l'Évêque est un ancien canton français situé dans le département de Saône-et-Loire et la région Bourgogne-Franche-Comté.

## Géographie
Ce canton était organisé autour de Lucenay-l'Évêque dans l'arrondissement d'Autun. Son altitude variait de 295 m (Cordesse) à 845 m (Roussillon-en-Morvan) pour une altitude moyenne de 401 m.

## Histoire
- Les communes du canton ont été cadastrées en 1827. Le canton totalisait alors vingt-neuf mille cent soixante-deux hectares et quarante-quatre mille six cent cinquante-deux parcelles de propriété.

- De 1833 à 1848, les cantons d'Epinac et de Lucenay-l'Evêque avaient le même conseiller général. Le nombre de conseillers généraux était limité à 30 par département[1].

## Représentation

### Conseillers généraux de 1833 à 2015
| Période | Période      | Identité                                      | Étiquette              | Qualité |
| ------- | ------------ | --------------------------------------------- | ---------------------- | --- |
| 1833    | 1848         | Antoine Charles Marquis de Ganay de Visigneux | Majorité ministérielle | Ancien colonel de la légion de l'Yonne Propriétaire du château de Visigneux Maire de Lucenay Ancien député (1810-1820)                    |
| 1848    | 1870         | Comte Ferdinand d'Esterno                     |                        | Ancien attaché d'ambassade à Dresde Propriétaire, agronome, maire de La Celle-en-Morvan                                                   |
| 1870    | 1886         | Philibert François Gilliot                    | Républicain            | Notaire, maire de Cussy-en-Morvan Député (1876-1885)                                                                                      |
| 1886    | 1913         | Louis Antoine Prospère Duprey                 | Rad.                   | Propriétaire, maire de Roussillon-en-Morvan (1865-?), conseiller d'arrondissement                                                         |
| 1913    | 1919         | Eugène Seguin                                 | Rad.                   | Négociant à Chissey-en-Morvan |
| 1919    | 1931         | Georges Duprey                                | Rad.                   | Docteur en médecine à Autun Maire de Roussillon-en-Morvan Ancien conseiller général du canton de Château-Chinon                           |
| 1931    | 1940         | René Roy                                      | Rad.                   | Médecin - Maire d'Anost (révoqué le 17 juillet 1944 par le Gouvernement de Vichy)                                                         |
|         |              |                                               |                        | |
| 1942    | 1945         | Lucien de Champeaux de La Boulaye (1888-1979) | Droite                 | Licencié en droit Conseiller d'arrondissement, maire de La Petite-Verrière (jusqu'en 1965) Nommé conseiller départemental en 1942         |
|         |              |                                               |                        | |
| 1945    | 1954         | René Roy                                      | Rad.                   | Médecin - Maire d'Anost |
| 1954    | 1963 (décès) | Albert Lamu                                   | Rad.                   | Instituteur Maire de Cussy-en-Morvan (1947-1963)                                                                                          |
| 1963    | 1979         | Elie Ermenou                                  | Rad.                   | Maire de Chissey-en-Morvan |
| 1979    | 1985         | André Basdevant                               | apparenté MRG puis PS  | Docteur en droit, administrateur civil Maire d'Anost (1965-1989) Vice-Président du Conseil Général                                        |
| 1985    | 1998         | Lucien Naudin                                 | PS                     | Exploitant forestier Maire de Cordesse |
| 1998    | 2011         | Michel Dessertenne                            | PS                     | Éleveur Maire de Roussillon-en-Morvan |
| 2011    | 2015         | Jean-Baptiste Pierre                          | DVG                    | Ingénieur conseil Maire de Sommant Vice-Président de la Communauté de Communes de l'Autunois Président du Parc naturel régional du Morvan |

### Conseillers d'arrondissement (de 1833 à 1940)
| Période                                  | Période | Identité                                          | Étiquette           | Qualité |
| ---------------------------------------- | ------- | ------------------------------------------------- | ------------------- | --- |
| 1833                                     | 1845    | Charles Alexandre, Comte de Ganay (1803-1881)     |                     | Ancien secrétaire d'ambassade, propriétaire à Lucenay-l'Évêque                                              |
| 1845                                     | 1852    | Pierre Verger                                     |                     | Notaire, maire de Lucenay-l'Évêque                                                                          |
| 1852                                     | 1870    | Paulin de Champeaux (de) Laboulaye                | Candidat recommandé | Maire de La Petite-Verrière                                                                                 |
| 1870                                     | 1871    | Joseph Alexandre Henry Charles Hubinet de Soubise |                     | Propriétaire à Chissey-en-Morvan et à Paris                                                                 |
| 1871                                     | 1886    | Louis Antoine Prospère Duprey                     | Républicain         | Suppléant du juge de paix, propriétaire, maire de Roussillon-en-Morvan                                      |
| 1886                                     | 1910    | Charles Houzé                                     | Radical             | Docteur en médecine, maire de Cussy-en-Morvan                                                               |
| 1910                                     | 1919    | Léon Millet                                       |                     | Maire de Lucenay-l'Évêque                                                                                   |
| 1919                                     | 1934    | Jean-Marie Vieillard                              | Républicain         | Maire de Lucenay-l'Évêque                                                                                   |
| 1934                                     | 1940    | Lucien de Champeaux de La Boulaye                 | Républicain Droite  | Licencié en droit, maire de La Petite-Verrière                                                              |
| 1940                                     |         |                                                   |                     | Les conseils d'arrondissement ont été suspendus par la loi du 12 octobre 1940 et n'ont jamais été réactivés |
| Les données manquantes sont à compléter. |         |                                                   |                     | |

## Composition
Le canton de Lucenay-l'Évêque regroupait 12 communes et comptait 3 924 habitants (recensement de 1999 sans doubles comptes).
| Communes             | Population (2012) | Code postal | Code Insee |
| -------------------- | ----------------- | ----------- | ---------- |
| Anost                | 679               | 71550       | 71009      |
| Barnay               | 114               | 71540       | 71020      |
| Chissey-en-Morvan    | 281               | 71540       | 71129      |
| Cordesse             | 142               | 71540       | 71144      |
| Cussy-en-Morvan      | 465               | 71550       | 71165      |
| Igornay              | 498               | 71540       | 71237      |
| Lucenay-l'Évêque     | 385               | 71540       | 71266      |
| La Petite-Verrière   | 65                | 71400       | 71349      |
| Reclesne             | 297               | 71540       | 71368      |
| Roussillon-en-Morvan | 310               | 71550       | 71376      |
| La Celle-en-Morvan   | 502               | 71400       | 71509      |
| Sommant              | 186               | 71540       | 71527      |

## Démographie
| 1962  | 1968  | 1975  | 1982  | 1990  | 1999  | 2007  |
| ----- | ----- | ----- | ----- | ----- | ----- | ----- |
| 4 399 | 4 712 | 4 151 | 4 152 | 4 188 | 3 924 | 3 917 |